# 特殊鋼メーカー
特殊鋼メーカー（とくしゅこう‐）とは、鉄スクラップを原料として高度な合金設計がなされた自動車部品、工具鋼などの鋼種を電気炉で生産する鉄鋼メーカーのことである。なお、電気炉で普通鋼を生産する鉄鋼メーカーは、電気炉メーカーとして別分類としている。JIS規格にはこの名称はなく、対応関係にあるのは特殊用途鋼である。成分的には高速度工具鋼を含む各種工具鋼が異彩を放ち鉄鋼材料中最も合金設計が駆使されているものがある。

## 代表的な特殊鋼メーカー
- プロテリアル - 旧・日立金属　高級特殊鋼大手（電気炉製鋼パイオニア）
- 大同特殊鋼 - 一般特殊鋼大手
- 東北特殊鋼 - 大同特殊鋼系列
- 愛知製鋼 - トヨタグループ
- 三菱製鋼 - 三菱グループ
- 山陽特殊製鋼 - 日本製鉄グループ
- 日本冶金工業 - 特殊鋼大手（森コンツェルン）